# 555092 Annasusanne
555092 Annasusanne este o planetă minoră (asteroid) din centura de asteroizi. A fost descoperită pe 30 august 2013 la  de Jost Jahn⁠(d) și a fost numită după Anna Susanne Jahn⁠(d). 
Obiectul prezintă o orbită caracterizată de o semiaxă mare de 2,7934737146057 UAi, o excentricitate de 0,18552547845285, o înclinație de 5,9684286736715 ° în raport cu ecliptica.